# Chanteloup-les-Vignes
Chanteloup-les-Vignes – miejscowość i gmina we Francji, w regionie Île-de-France, w departamencie Yvelines.
Według danych na rok 1990 gminę zamieszkiwało 10 175 osób, a gęstość zaludnienia wynosiła 3056 osób/km² (wśród 1287 gmin regionu Île-de-France Chanteloup-les-Vignes plasuje się na 234. miejscu pod względem liczby ludności, natomiast pod względem powierzchni na miejscu 799.).